# Garcinia luzoniensis
Garcinia luzoniensis är en tvåhjärtbladig växtart som beskrevs av Merrill. Garcinia luzoniensis ingår i släktet Garcinia och familjen Clusiaceae. Inga underarter finns listade i Catalogue of Life.